# Peter Friedrich Ludwig Tischbein
Peter Friedrich Ludwig Tischbein (Eutin, 6 december 1813 - 1883) was een Duitse bosbouw deskundige, paleontoloog en entomoloog.
Voorafgaand aan 1841, werkte hij als supervisor in Lensahn, bosbouw district Holstein. In 1843 werd hij benoemd tot hoofd van de Oberstein bosbouw afdeling met het hoofdkantoor in Herrstein. In 1852 bereikte hij de titel van Oberförster, en in 1873 werd hij een hoge ambtenaar van de beboste gebieden in het vorstendom Birkenfeld. Twee jaar later werd hij benoemd tot hoofd bosbouw van het Vorstendom Lübeck.
Als paleontoloog, verzamelde hij fossielen gevonden in de Hunsrück-Schiefer in het westen van Duitsland, zoals van de uitgestorven slangster soort Euzonosoma tischbeinianum uit de familie Encrinasteridae.
Op het gebied van de entomologie, beschreef hij vier nieuwe soorten zaagwespen (Symphyta) - Tenthredo hungarica, Cephus pulcher, Macrophya ratzeburgii en Tenthredo albopunctata.
- Gemeinsame Normdatei: 1115681915
- Virtual International Authority File: 4198147665821960670005
- WorldCat: E39PBJr3xRFwgGjb96GmQmXfMP